# Windcrest
Windcrest är en stad i Bexar County i Texas. Vid 2010 års folkräkning hade Windcrest 5 364 invånare.